# Leonard G. Berry
Leonard Gascoigne Berry (* 1914 in Toronto; † 29. Juni 1982 in Westport) war ein kanadischer Mineraloge.

## Leben und Wirken
Berry studierte Geologie an der University of Toronto mit dem Bachelorabschluss 1937, dem Masterabschluss 1938 und der Promotion bei Martin A. Peacock 1941. Im Zweiten Weltkrieg arbeitete er vier Jahre in der optischen Industrie in Toronto. 1944 wurde er Lecturer und später Professor für Mineralogie und Kristallographie an der Queen’s University in Kingston. Ab 1967 war er Miller Memorial Research Professor und 1979 emeritierte er.
Er befasste sich unter anderem mit Sulfosalzen des Bleis und Silbermineralien und Röntgenkristallographie.
1963 war er Präsident der Mineralogical Society of America und 1976 der Mineralogical Association of Canada. 1954 war er Guggenheim Fellow. 1957 war er einer der Gründer der International Mineralogical Association, deren Schatzmeister er lange war.

## Ehrungen und Mitgliedschaften
1963 erhielt Berry die Willet G. Miller Medal der Royal Society of Canada, deren Mitglied er war. Seit 1971 war er zudem Ehrenmitglied der Mineralogical Society of Great Britain and Ireland sowie der brasilianischen und sowjetischen mineralogischen Gesellschaft.
Das Mineral Berryit und die Leonard G. Berry Medal der Mineralogical Association of Canada ist nach ihm benannt.

## Schriften
- mit Brian Mason: Mineralogy. Concepts, Descriptions, Determinations. Freeman, San Francisco 1959, 2. Auflage bearbeitet von R. V. Dietrich 1983.
- mit Brian Mason: Elements of Mineralogy. Freeman, San Francisco 1968.
- mit P. Bayliss, Mary E. Mrose, Deane K. Smith: Mineral Powder Diffraction File, Data Book and Search Manual. 1980.
- mit R. M. Thompson: X-ray powder data for the ore minerals. The Peacock Atlas, Geological Society of America, Memoir Nr. 85, 1962.